# 賞金戀人：Ex檔案
《賞金戀人：Ex檔案》（英語：The Bounty Hunter）是一部2010年美國動作喜劇電影，由安迪·田納特執導，珍妮佛·安妮斯頓、傑瑞德·巴特勒、克莉絲汀·巴倫絲基主演。故事圍繞一名賞金獵人，他受僱去接回逃過保釋的前妻。該片於2010年3月19日在美國上映。這部電影受到了評論家的批評，但票房取得了成功，票房收入為1.363億美元，而製作預算為4000-4500萬美元。

## 製作
2007年5月，哥倫比亞影業宣布收購了當時未命名的《賞金戀人：Ex檔案》，以開發原創電影。

## 迴響
根据評論匯總网站爛番茄汇总的150篇评论文章，12%的评论家给予该作正面评价，使之獲得「認證新鮮」標識，平均打分为3.6分（满分10分）。该网站总结的评论家共识是“珍妮佛·安妮斯頓、傑瑞德·巴特勒仍然像以前一樣有吸引力，但電影的劇本不知道如何引起觀眾的注意力。”在Metacritic上，根據31位影評人給予22分（滿分100分），這部電影獲得了「普遍負面評價」。

## 外部連結
- 互联网电影数据库（IMDb）上《賞金戀人：Ex檔案》的资料（英文）
- AllMovie上《賞金戀人：Ex檔案》的资料（英文）
- Box Office Mojo上《賞金戀人：Ex檔案》的資料（英文）
- 爛番茄上《賞金戀人：Ex檔案》的資料（英文）